# Беляево (Челябинская область)
Беля́ево — посёлок в Нязепетровском районе Челябинской области России. Входит в состав Ункурдинского сельского поселения. 

## География
Находится на берегах реки Савалда, примерно в 21 км к юго-западу от районного центра, города Нязепетровск, на высоте 357 метров над уровнем моря.

## Население
| 2002 | 2010 |
| ---- | ---- |
| 227  | ↘100 |

По данным Всероссийской переписи, в 2010 году численность населения посёлка составляла 100 человек (48 мужчин и 52 женщины).

## Улицы
Уличная сеть посёлка состоит из 4 улиц.